# Zisterzienserinnenabtei Beaupré-sur-la-Lys
Die Zisterzienserinnenabtei Beaupré-sur-la-Lys war von 1220 bis 1795 ein Kloster der Zisterzienserinnen in La Gorgue, Département Nord, in Frankreich. Beaupré-sur-la-Lys ist nicht zu verwechseln mit der ehemaligen Zisterzienserinnenabtei Beaupré in Belgien und den ehemaligen Zisterzienserklöstern Beaupré in der Picardie und Beaupré in Lothringen.

## Geschichte
Das 1220 in La Gorgue, nördlich Béthune, am Zusammenfluss von Leie und Lawe, gestiftete Kloster Notre-Dame de Beaupré („schöne Wiese“) wurde 1224 in den Zisterzienserorden eingegliedert und 1795 von der Französischen Revolution zerstört. Die allein übrig gebliebenen Grundmauern wurden 1992 archäologisch freigelegt. Zahlreiche Grabungsfunde sind zugänglich.
Beaupré-sur-la-Lys gehört zu einer Gruppe von 13 Zisterzienserinnenklöstern (Beaupré, Blendecques, Bonham, La Brayelle, Flines, Fontenelle, Marquette, Les Prés, Ravensberg, Le Verger, Le Vivier, Willencourt, La Woestyne), die um 1200 innerhalb kurzer Zeit und auf engem Raum privat gestiftet wurden und der nur fünf Zisterzienserklöster (Cercamp, Clairmarais, Longvillers, Loos und Vaucelles) gegenüberstehen.